# Haplomelitta griseonigra
Haplomelitta griseonigra är en biart som beskrevs av Michener 1981. Haplomelitta griseonigra ingår i släktet Haplomelitta och familjen sommarbin. Inga underarter finns listade i Catalogue of Life.